# Gran Premio de Australia de Motociclismo
El Gran Premio de Australia de Motociclismo es una carrera de motociclismo de velocidad que se corre en Australia desde el año 1989 y forma parte del Campeonato Mundial de Motociclismo. La competencia se disputó en Eastern Creek entre las ediciones 1991 y 1996, y en Phillip Island el resto de las ocasiones.
El máximo ganador del Gran Premio de Australia en la categoría máxima es el italiano Valentino Rossi, con seis triunfos entre 2001 y 2005, y 2014; dicho piloto ya había vencido en la división 250cc en 1998 y 1999. Lo sigue el australiano Casey Stoner, con seis victorias entre 2007 y 2012.

## Ganadores del Gran Premio de Australia de Motociclismo

### Ganadores múltiples (pilotos)
| # Victorias | Piloto          | Victorias | Victorias                          |
| # Victorias | Piloto          | Categoría | Años Ganador                       |
| ----------- | --------------- | --------- | ---------------------------------- |
| 8           | Valentino Rossi | MotoGP    | 2002, 2003, 2004, 2005, 2014       |
| 8           | Valentino Rossi | 500cc     | 2001                               |
| 8           | Valentino Rossi | 250cc     | 1998, 1999                         |
| 6           | Casey Stoner    | MotoGP    | 2007, 2008, 2009, 2010, 2011, 2012 |
| 5           | Marc Márquez    | MotoGP    | 2015, 2017, 2019, 2024             |
| 5           | Marc Márquez    | 125cc     | 2010                               |
| 3           | Loris Capirossi | 500cc     | 1996                               |
| 3           | Loris Capirossi | 125cc     | 1990, 1991                         |
| 3           | Ralf Waldmann   | 250cc     | 1995, 1997                         |
| 3           | Ralf Waldmann   | 125cc     | 1992                               |
| 3           | Michael Doohan  | 500cc     | 1992, 1995, 1998                   |
| 3           | Max Biaggi      | 500cc     | 2000                               |
| 3           | Max Biaggi      | 125cc     | 1994, 1996                         |
| 3           | Marco Melandri  | MotoGP    | 2006                               |
| 3           | Marco Melandri  | 250cc     | 2002                               |
| 3           | Marco Melandri  | 125cc     | 1999                               |
| 3           | Jorge Lorenzo   | MotoGP    | 2013                               |
| 3           | Jorge Lorenzo   | 250cc     | 2006, 2007                         |
| 3           | Álex Rins       | MotoGP    | 2022                               |
| 3           | Álex Rins       | Moto2     | 2015                               |
| 3           | Álex Rins       | Moto3     | 2013                               |

### Ganadores múltiples (constructores)
| # Victorias | Constructor | Victorias | Victorias                                                              |
| # Victorias | Constructor | Categoría | Años Ganador                                                           |
| ----------- | ----------- | --------- | ---------------------------------------------------------------------- |
| 39          | Honda       | MotoGP    | 2002, 2003, 2006, 2011, 2012, 2015, 2016, 2017, 2019                   |
| 39          | Honda       | 500cc     | 1989, 1990, 1992, 1995, 1997, 1998, 1999, 2001                         |
| 39          | Honda       | 250cc     | 1989, 1991, 1992, 1995, 1997, 2001, 2003, 2005,                        |
| 39          | Honda       | Moto3     | 2017, 2019                                                             |
| 39          | Honda       | 125cc     | 1990, 1991, 1992, 1993, 1995, 1997, 1998, 1999, 2000, 2003, 2004, 2005 |
| 13          | Aprilia     | 250cc     | 1994, 1996, 1998, 1999, 2002, 2004, 2006, 2007                         |
| 13          | Aprilia     | 125cc     | 1994, 1996, 2006, 2009, 2011                                           |
| 11          | Yamaha      | MotoGP    | 2004, 2005, 2013, 2014, 2018                                           |
| 11          | Yamaha      | 500cc     | 1991, 1996, 2000                                                       |
| 11          | Yamaha      | 250cc     | 1990, 1993, 2000                                                       |
| 10          | KTM         | Moto2     | 2017, 2018, 2019                                                       |
| 10          | KTM         | Moto3     | 2012, 2013, 2014, 2015, 2016, 2018, 2023                               |
| 6           | Kalex       | Moto2     | 2012, 2013, 2014, 2015, 2016, 2023                                     |
| 6           | Ducati      | MotoGP    | 2007, 2008, 2009, 2010, 2023, 2024                                     |
| 4           | Derbi       | 125cc     | 2001, 2007, 2008, 2010                                                 |
| 3           | Gilera      | 250cc     | 2008, 2009                                                             |
| 3           | Gilera      | 125cc     | 2002                                                                   |
| 2           | Motobi      | Moto2     | 2010, 2011                                                             |
| 2           | Suzuki      | MotoGP    | 2022                                                                   |
| 2           | Suzuki      | 500cc     | 1993                                                                   |
| 2           | Boscoscuro  | Moto2     | 2022, 2024                                                             |

### Ganadores múltiples (países)
| # Victorias | País           | Victorias | Victorias                                                  |
| # Victorias | País           | Categoría | Años Ganador                                               |
| ----------- | -------------- | --------- | ---------------------------------------------------------- |
| 26          | Italia         | MotoGP    | 2002, 2003, 2004, 2005, 2006, 2014                         |
| 26          | Italia         | 500cc     | 1996, 2000, 2001                                           |
| 26          | Italia         | Moto2     | 2023                                                       |
| 26          | Italia         | 250cc     | 1991, 1992, 1994, 1996, 1998, 1999, 2002, 2003, 2008, 2009 |
| 26          | Italia         | Moto3     | 2019                                                       |
| 26          | Italia         | 125cc     | 1990, 1991, 1999, 2003, 2004                               |
| 26          | España         | MotoGP    | 2013, 2015, 2017, 2018, 2019, 2022, 2024                   |
| 26          | España         | 500cc     | 1997                                                       |
| 26          | España         | 250cc     | 1989, 2005, 2006, 2007                                     |
| 26          | España         | Moto2     | 2012, 2013, 2014, 2015, 2022, 2024                         |
| 26          | España         | 125cc     | 1989, 2006, 2009, 2010                                     |
| 26          | España         | Moto3     | 2013, 2017, 2018, 2022                                     |
| 13          | Australia      | MotoGP    | 2007, 2008, 2009, 2010, 2011, 2012                         |
| 13          | Australia      | 500cc     | 1989, 1990, 1992, 1995, 1998                               |
| 13          | Australia      | 125cc     | 1996                                                       |
| 13          | Australia      | Moto3     | 2014                                                       |
| 9           | Japón          | 500cc     | 1999                                                       |
| 9           | Japón          | 250cc     | 1993, 2001                                                 |
| 9           | Japón          | 125cc     | 1994, 1995, 1997, 1998, 2000, 2001                         |
| 6           | Alemania       | 250cc     | 1995, 1997                                                 |
| 6           | Alemania       | 125cc     | 1992, 1993, 2011                                           |
| 6           | Alemania       | Moto3     | 2012                                                       |
| 4           | Estados Unidos | 500cc     | 1991, 1993, 1994                                           |
| 4           | Estados Unidos | 250cc     | 1990                                                       |
| 3           | San Marino     | Moto2     | 2010, 2011                                                 |
| 3           | San Marino     | 125cc     | 2002                                                       |
| 3           | Francia        | MotoGP    | 2023                                                       |
| 3           | Francia        | 250cc     | 2000                                                       |
| 3           | Francia        | 125cc     | 2008                                                       |

### Por año
| Año  | Circuito                                 | Moto3                                    | Moto3                                    | Moto2                                    | Moto2                                    | MotoGP                                   | MotoGP                                   |
| Año  | Circuito                                 | Piloto                                   | Constructor                              | Piloto                                   | Constructor                              | Piloto                                   | Constructor                              |
| ---- | ---------------------------------------- | ---------------------------------------- | ---------------------------------------- | ---------------------------------------- | ---------------------------------------- | ---------------------------------------- | ---------------------------------------- |
| 2024 | Phillip Island                           | David Alonso                             | CFMoto                                   | Fermín Aldeguer                          | Boscoscuro                               | Marc Márquez                             | Ducati                                   |
| 2023 | Phillip Island                           | Deniz Öncü                               | KTM                                      | Tony Arbolino                            | Kalex                                    | Johann Zarco                             | Ducati                                   |
| 2022 | Phillip Island                           | Izan Guevara                             | Gas Gas                                  | Alonso López                             | Boscoscuro                               | Álex Rins                                | Suzuki                                   |
| 2021 | Edición cancelada - Pandemia de COVID-19 | Edición cancelada - Pandemia de COVID-19 | Edición cancelada - Pandemia de COVID-19 | Edición cancelada - Pandemia de COVID-19 | Edición cancelada - Pandemia de COVID-19 | Edición cancelada - Pandemia de COVID-19 | Edición cancelada - Pandemia de COVID-19 |
| 2020 | Edición cancelada - Pandemia de COVID-19 | Edición cancelada - Pandemia de COVID-19 | Edición cancelada - Pandemia de COVID-19 | Edición cancelada - Pandemia de COVID-19 | Edición cancelada - Pandemia de COVID-19 | Edición cancelada - Pandemia de COVID-19 | Edición cancelada - Pandemia de COVID-19 |
| 2019 | Phillip Island                           | Lorenzo Dalla Porta                      | Honda                                    | Brad Binder                              | KTM                                      | Marc Márquez                             | Honda                                    |
| 2018 | Phillip Island                           | Albert Arenas                            | KTM                                      | Brad Binder                              | KTM                                      | Maverick Viñales                         | Yamaha                                   |
| 2017 | Phillip Island                           | Joan Mir                                 | Honda                                    | Miguel Oliveira                          | KTM                                      | Marc Márquez                             | Honda                                    |
| 2016 | Phillip Island                           | Brad Binder                              | KTM                                      | Thomas Lüthi                             | Kalex                                    | Cal Crutchlow                            | Honda                                    |
| 2015 | Phillip Island                           | Miguel Oliveira                          | KTM                                      | Álex Rins                                | Kalex                                    | Marc Márquez                             | Honda                                    |
| 2014 | Phillip Island                           | Jack Miller                              | KTM                                      | Maverick Viñales                         | Kalex                                    | Valentino Rossi                          | Yamaha                                   |
| 2013 | Phillip Island                           | Álex Rins                                | KTM                                      | Pol Espargaró                            | Kalex                                    | Jorge Lorenzo                            | Yamaha                                   |
| 2012 | Phillip Island                           | Sandro Cortese                           | KTM                                      | Pol Espargaró                            | Kalex                                    | Casey Stoner                             | Honda                                    |
| Año  | Circuito                                 | 125 cc                                   | 125 cc                                   | Moto2                                    | Moto2                                    | MotoGP                                   | MotoGP                                   |
| Año  | Circuito                                 | Piloto                                   | Constructor                              | Piloto                                   | Constructor                              | Piloto                                   | Constructor                              |
| 2011 | Phillip Island                           | Sandro Cortese                           | Aprilia                                  | Alex De Angelis                          | Motobi                                   | Casey Stoner                             | Honda                                    |
| 2010 | Phillip Island                           | Marc Márquez                             | Derbi                                    | Alex De Angelis                          | Motobi                                   | Casey Stoner                             | Ducati                                   |
| Año  | Circuito                                 | 125 cc                                   | 125 cc                                   | 250 cc                                   | 250 cc                                   | MotoGP                                   | MotoGP                                   |
| Año  | Circuito                                 | Piloto                                   | Constructor                              | Piloto                                   | Constructor                              | Piloto                                   | Constructor                              |
| 2009 | Phillip Island                           | Julián Simón                             | Aprilia                                  | Marco Simoncelli                         | Gilera                                   | Casey Stoner                             | Ducati                                   |
| 2008 | Phillip Island                           | Mike di Meglio                           | Derbi                                    | Marco Simoncelli                         | Gilera                                   | Casey Stoner                             | Ducati                                   |
| 2007 | Phillip Island                           | Lukáš Pešek                              | Derbi                                    | Jorge Lorenzo                            | Aprilia                                  | Casey Stoner                             | Ducati                                   |
| 2006 | Phillip Island                           | Álvaro Bautista                          | Aprilia                                  | Jorge Lorenzo                            | Aprilia                                  | Marco Melandri                           | Honda                                    |
| 2005 | Phillip Island                           | Thomas Lüthi                             | Honda                                    | Dani Pedrosa                             | Honda                                    | Valentino Rossi                          | Yamaha                                   |
| 2004 | Phillip Island                           | Andrea Dovizioso                         | Honda                                    | Sebastian Porto                          | Aprilia                                  | Valentino Rossi                          | Yamaha                                   |
| 2003 | Phillip Island                           | Andrea Ballerini                         | Honda                                    | Roberto Rolfo                            | Honda                                    | Valentino Rossi                          | Honda                                    |
| 2002 | Phillip Island                           | Manuel Poggiali                          | Gilera                                   | Marco Melandri                           | Aprilia                                  | Valentino Rossi                          | Honda                                    |
| Año  | Circuito                                 | 125 cc                                   | 125 cc                                   | 250 cc                                   | 250 cc                                   | 500 cc                                   | 500 cc                                   |
| Año  | Circuito                                 | Piloto                                   | Constructor                              | Piloto                                   | Constructor                              | Piloto                                   | Constructor                              |
| 2001 | Phillip Island                           | Youichi Ui                               | Derbi                                    | Daijiro Kato                             | Honda                                    | Valentino Rossi                          | Honda                                    |
| 2000 | Phillip Island                           | Masao Azuma                              | Honda                                    | Olivier Jacque                           | Yamaha                                   | Max Biaggi                               | Yamaha                                   |
| 1999 | Phillip Island                           | Marco Melandri                           | Honda                                    | Valentino Rossi                          | Aprilia                                  | Tadayuki Okada                           | Honda                                    |
| 1998 | Phillip Island                           | Masao Azuma                              | Honda                                    | Valentino Rossi                          | Aprilia                                  | Michael Doohan                           | Honda                                    |
| 1997 | Phillip Island                           | Noboru Ueda                              | Honda                                    | Ralf Waldmann                            | Honda                                    | Àlex Crivillé                            | Honda                                    |
| 1996 | Eastern Creek                            | Garry McCoy                              | Aprilia                                  | Max Biaggi                               | Aprilia                                  | Loris Capirossi                          | Yamaha                                   |
| 1995 | Eastern Creek                            | Haruchika Aoki                           | Honda                                    | Ralf Waldmann                            | Honda                                    | Michael Doohan                           | Honda                                    |
| 1994 | Eastern Creek                            | Kazuto Sakata                            | Aprilia                                  | Max Biaggi                               | Aprilia                                  | John Kocinski                            | Cagiva                                   |
| 1993 | Eastern Creek                            | Dirk Raudies                             | Honda                                    | Tetsuya Harada                           | Yamaha                                   | Kevin Schwantz                           | Suzuki                                   |
| 1992 | Eastern Creek                            | Ralf Waldmann                            | Honda                                    | Luca Cadalora                            | Honda                                    | Michael Doohan                           | Honda                                    |
| 1991 | Eastern Creek                            | Loris Capirossi                          | Honda                                    | Luca Cadalora                            | Honda                                    | Wayne Rainey                             | Yamaha                                   |
| 1990 | Phillip Island                           | Loris Capirossi                          | Honda                                    | John Kocinski                            | Yamaha                                   | Wayne Gardner                            | Honda                                    |

| Año  | Circuito       | 80 cc  | 80 cc       | 125 cc        | 125 cc      | 250 cc    | 250 cc      | 500 cc        | 500 cc      |
| Año  | Circuito       | Piloto | Constructor | Piloto        | Constructor | Piloto    | Constructor | Piloto        | Constructor |
| ---- | -------------- | ------ | ----------- | ------------- | ----------- | --------- | ----------- | ------------- | ----------- |
| 1989 | Phillip Island |        |             | Àlex Crivillé | JJ Cobas    | Sito Pons | Honda       | Wayne Gardner | Honda       |